# 祖格迪迪車站

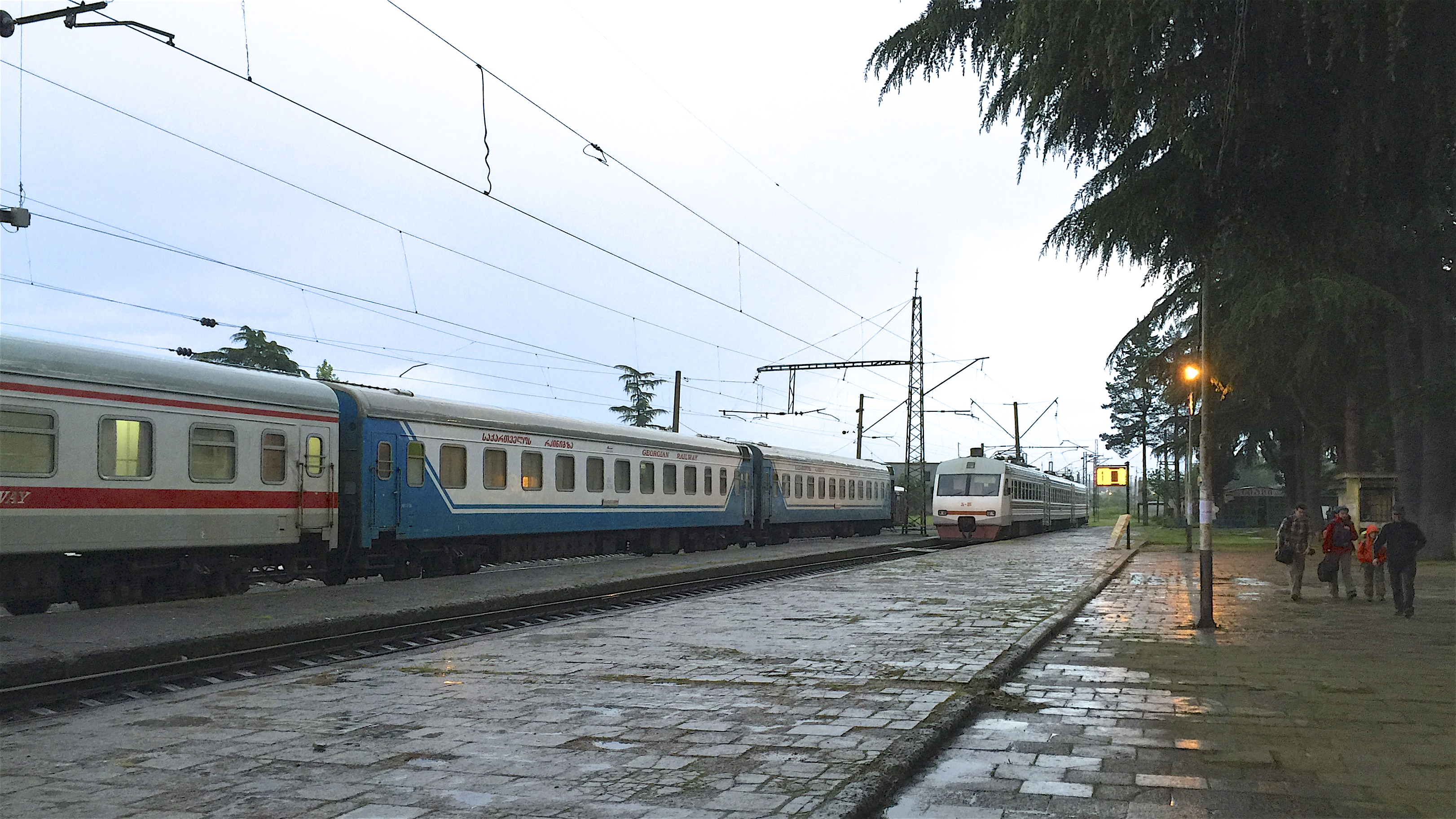
車站月台

祖格迪迪車站是位於格魯吉亞薩梅格雷洛-上斯瓦內蒂大区区府祖格迪迪的鐵路車站，於 1940年作為黑海鐵路建設的一部分開通，並於1954年電氣化。
車站所在的祖格迪迪緊鄰阿布哈茲邊境，在格魯吉亞內戰後，該車站曾數度發生恐怖攻擊事件。